# Волоколамська (станція метро)
55°50′9.58″ пн. ш. 37°22′53.12″ сх. д. / 55.8359944° пн. ш. 37.3814222° сх. д.
«Волокола́мська» (рос. Волоколамская) — станція Арбатсько-Покровської лінії Московського метрополітену. Названа по розташованому поруч Волоколамському шосе. Знаходиться між станціями «М'якініно» і «Митино» за МКАД, поблизу 1-го мікрорайону Митина та мікрорайону 1-А «Митинський парк».

## Історія
Волоколамська була відкрита 26 грудня 2009 у складі пускової дільниці «Строгіно»-«Митино» і стала 179-ю станцією Московського метрополітену.
Будівництво станції розпочато ще в 1990-х роках. Спочатку вона планувалася як пересадна для хордової лінії Митино-Бутово. Передбачалося побудувати відразу два станційних зали, щоб забезпечити кросплатформову пересадку (на кшталт станції «Китай-город»). Потяги Арбатсько-Покровської лінії мали використовувати внутрішні тунелі двостанціонного комплексу. Для хордової лінії призначалися зовнішні колії. Було викопано котлован станції, забетоновано лоток і встановлено фундаменти під колони. Також були побудовані відкритим способом відрізки тунелів на половині перегону в бік «Митино» і розпочато прокладання закритим способом правого тунелю під Митинською вулицею. До кінця 1990-х будівництво було заморожено і закинуто, консервацію зроблено лише у 2004. Для продовження Митинської вулиці були засипані побудовані відкритим способом відрізки тунелів. Будівництво вже за новим проєктом поновилося лише у 2007.
Режим метро на станції діє з 16 грудня 2009 року. Перший потяг з пасажирами — чиновниками, журналістами і співробітниками метро — пройшов 19 грудня. Станція відкрита 26 грудня 2009 року

## Вестибюлі і пересадки
Станція безпересадочна, має два наземні вестибюлі (південний і північний), які розташовані симетрично з обох сторін платформи. Потоки пасажирів на вхід і вихід розділені. Обидва входи на станцію оснащені ескалаторами (по три стрічки з кожного боку). В одному з вестибюлів є ліфт для доступу на платформу маломобільних пасажирів.

## Технічні характеристики
Конструкція станції — колонна трипрогінна мілкого закладення (глибина закладення — 14,2 м) в монолітному виконанні. Уздовж платформи з кроком 9 м встановлені колони з монолітного залізобетону перетином 600×1200 мм, на які спираються монолітні склепінні перекриття висотою 8,1 м. Довжина платформи — 163 м.
«Волоколамську» зводили за індивідуальним проєктом. Через значну для станції такого типу глибиною закладення в переробленому проєкті було запропоновано знизити навантаження на конструкцію за рахунок збільшення висоти перекриттів і зменшення товщини ґрунту зворотної засипки. Використання конструкцій з монолітного залізобетону, що мають високу несучу здатність, дозволило звільнити внутрішній простір станційного залу за рахунок збільшення кроку колон з 6 до 9 метрів. Це одне з принципових відмінностей конструктивного рішення «Волоколамської» від станцій мілкого закладення Московського метрополітену, які будувалися в радянський час.

## Колійний розвиток
Станція без колійного розвитку.

## Архітектура та оздоблення
«Волоколамська» стала однією з найкрасивіших станцій московського метрополітену пострадянського періоду. Проєкт, розроблений колективом архітекторів ВАТ «Метрогіпротрас», став переможцем конкурсу Союзу московських архітекторів «Золотий перетин 2011». Високі склепіння (8,1 м) з аркадами утворюють розвинену по вертикалі неоготичну тринавну композицію. Збільшений крок колон і велика висота склепіння в поєднанні з арковою триневною конструкцією надають образу станції відчуття простору і відкритості. Образно-художнє вирішення враховує розташування станції в природоохоронній зоні. Колони, оздоблено темним мармуром і гранітом, нагадують стовбури дерев. У центральному прогоні над колонами на склепіннях розташовані чотири симетричні світлові ніші-кесони у формі листя дерев. У бічних нефах світлові ніші мають форму еліпса. Світильники, розміщені в нішах, створюють рівне природне світло. Горизонтальна текстура світло-сірого мармуру на колійних стінах співвідноситься з напрямком руху потягів і задає розвиток архітектурної композиції станції по горизонталі. Підлога платформ оздоблено світло-сірим гранітом. Оздоблення стін станції виконано з мармуру «Santa Sofia» за технологією «навісний вентильований фасад». Колони оздоблено мармуром «Grigio Carnico».
Вестибюлі станції виконано у формі паркових павільйонів трикутної в плані форми з дугоподібними входами, зверненими до житлового району. Фасади і стіни оздоблені полірованим світло-коричневим гранітом. Світильники з люмінесцентними лампами вбудовані в алюмінієву підвісну стелю.

## Пересадки
- Платформу залізничну та МЦД  Волоколамська
- Автобуси: с11, 252, 337, 741; 
  - обласні: 26, 26к, 857к, 1095;